# Diocèse de Querétaro
Le diocèse de Querétaro (en latin : Dioecesis Queretarensis ; en espagnol : Diócesis de Querétaro) est un diocèse de l'Église catholique du Mexique, suffragant de l'archidiocèse de León.

## Territoire

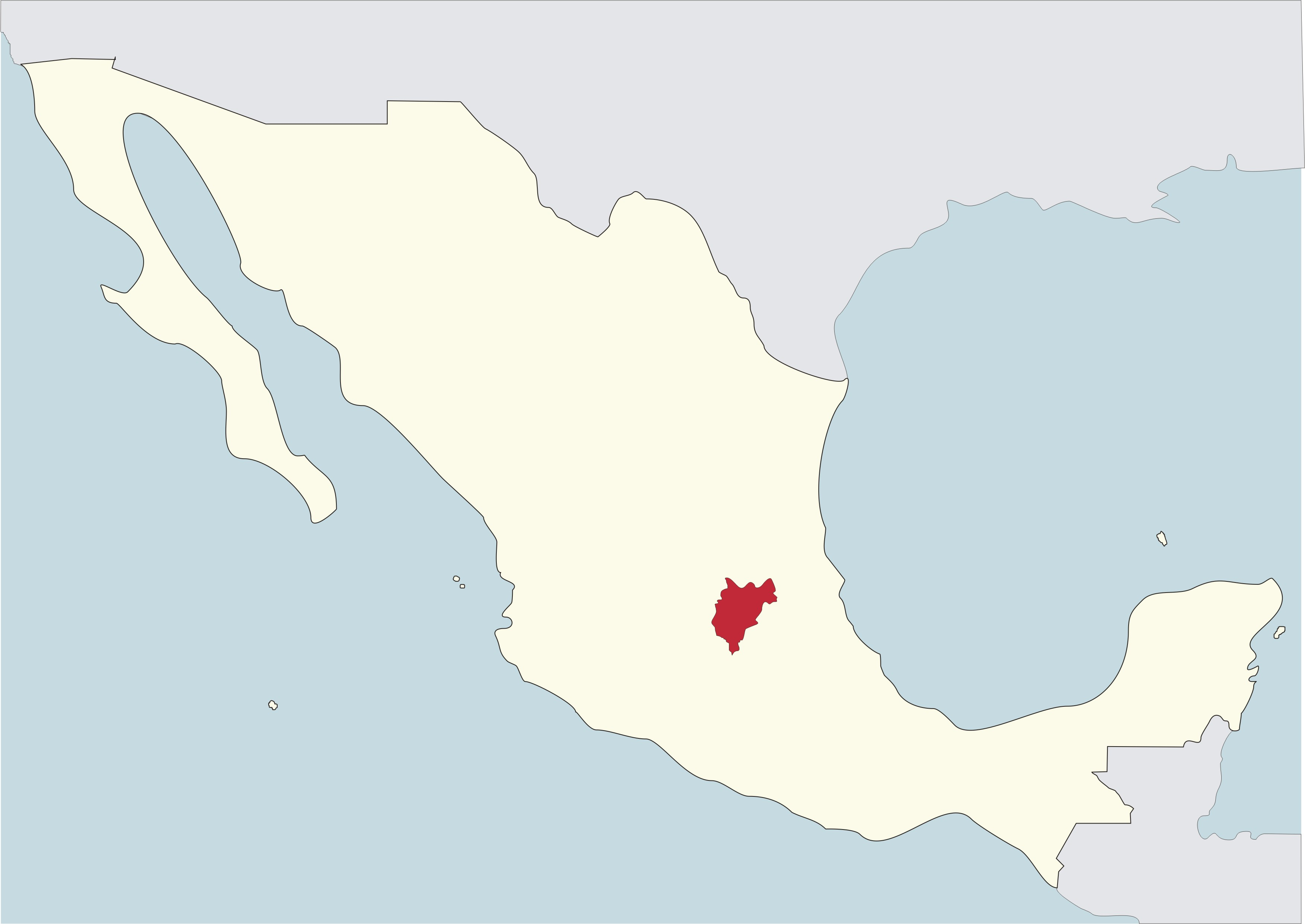
Le diocèse de Querétaro en rouge sur la carte du Mexique

Il comprend l'intégralité de l'État de Querétaro et les municipalités d'Atarjea, Doctor Mora, San José Iturbide, Santa Catarina, Tierra Blanca, Victoria et Xichú de l'État de Guanajuato ce qui correspond à un territoire d'une superficie de 15 326 km2 divisé en 117 paroisses.
Le siège épiscopal est dans la ville de Santiago de Querétaro où se trouve la cathédrale Saint-Philippe-Néri (es). La basilique Notre-Dame-des-Douleurs de Soriano (es) est un lieu de pèlerinage auprès de la Vierge, qui est la patronne du diocèse. Les missions franciscaines de la Sierra Gorda sont inscrites en 2003 sur la liste du patrimoine de l'humanité.

## Historique
Le diocèse est érigé le 26 janvier 1863 par la bulle Deo optimo maximo du pape Pie IX en prenant une partie du territoire de l'archidiocèse de Mexico. Il est nommé suffragant de l'archidiocèse de Michoacán (aujourd'hui archidiocèse de Morelia) lors de sa création.
Par le décret Erecta per Apostolicas du 1er mars 1921 de la congrégation pour les évêques, la cathédrale est transférée de l'église de saint Jacques Apôtre à celle de saint Philippe Néri.
Le 31 octobre 1969, la congrégation pour le culte divin
reconnaît que la Vierge Marie vénérée sous le vocable de Notre-Dame des Douleurs de Soriano est la patronne principale du diocèse.
Il intègre la province ecclésiastique de l'archidiocèse de San Luis Potosí le 5 novembre 1988 par la constitution apostolique Nihil optabilius du pape Jean-Paul II et le reste jusqu'au 25 novembre 2006, date à laquelle il devient suffragant de l'archidiocèse de León en vertu de la constitution apostolique Mexicani populi du pape Benoît XVI.

## Évêques
- Bernardo Gárate y López de Arizmendi (19 mars 1863 - 31 juillet 1866)
- Ramón Camacho y García (22 juin 1868 - 30 juillet 1884)
- Rafael Sabás Camacho y García (27 mars 1885 - 11 mai 1908)
- Manuel Rivera y Muñoz (11 mai 1908 - 2 mai 1914)
  - Sede vacante (1914-1919)
- Francisco Banegas y Galván (28 février 1919 - 14 novembre 1932)
- Marciano Tinajero y Estrada (2 juillet 1933 - 27 octobre 1957)
- Alfonso Tóriz Cobián (20 mars 1958 - 25 octobre 1988)
- Mario de Gasperín Gasperín (4 avril 1989 - 20 avril 2011)
- Faustino Armendáriz Jiménez (20 avril 2011 - 21 septembre 2019), nommé archevêque de Durango
- Fidencio López Plaza, depuis le 12 septembre 2020